# Tom Kite
Thomas Oliver Kite, Jr. (* 9. Dezember 1949 in McKinney, Texas) ist ein US-amerikanischer Profigolfer der Champions Tour. Er gehört zum Kreis der Major-Sieger.

## Werdegang
Im Alter von sechs Jahren begann er mit dem Golfsport und gewann mit elf sein erstes Turnier. Nach dem Besuch der University of Texas wurde Kite 1972 Berufsgolfer.
Auf der PGA TOUR gewann er 19 Turniere, darunter sein einziges Majorturnier, die US Open des Jahres 1992. Kite war der Erste in der Geschichte dieser großen amerikanischen Turnierserie, der die Verdienstmarken von 6, 7, 8 und 9 Millionen US-Dollar erreichte. Er führte die Geldranglisten in den Jahren 1981 und 1989 an.
Kite nahm an sieben Ryder Cups als Spieler teil und war 1997 Kapitän (non-playing captain) der US-Mannschaft.
Mit dem Erreichen des 50. Lebensjahres begann er auf der Champions Tour zu spielen und hat dort bislang zehn Siege errungen, darunter ein Senior Major.
Tom Kite war der erste Golfer mit einem dritten Wedge in seinem Golfbag und einer der ersten, die die Hilfe eines Sportpsychologen in Anspruch nahmen und die Bedeutung der körperlichen Fitness zur Verbesserung ihres Spiels veranschaulichten.
Er ist mit seiner Frau Christy verheiratet. Die beiden haben drei erwachsene Kinder, eine Tochter und zwei Söhne (Zwillinge). Kite hat seinen Wohnsitz im texanischen Austin.

## Auszeichnungen
- 1973: Golf Digest Rookie of the Year
- 1979: Bob Jones Award (höchste Auszeichnung der USGA)
- 1980: Vardon Trophy
- 1981: Golf Writers Association Player of the Year, Vardon Trophy
- 1989: PGA of America Player of the Year
- 2004: World Golf Hall of Fame

## PGA-Tour-Siege
- 1976: IVB-Bicentennial Golf Classic
- 1978: B.C. Open
- 1981: American Motors Inverrary Classic
- 1982: Bay Hill Classic
- 1983: Bing Crosby National Pro-Am
- 1984: Doral-Eastern Open, Georgia-Pacific Atlanta Golf Classic
- 1985: MONY Tournament of Champions
- 1986: Western Open
- 1987: Kemper Open
- 1989: Nestle Invitational, Players Championship, Tour Championship
- 1990: Federal Express St. Jude Classic
- 1991: Infiniti Tournament of Champions
- 1992: BellSouth Classic, U.S. Open
- 1993: Bob Hope Chrysler Classic, Nissan Los Angeles Open

Major Championship fett gedruckt.

## Champions-Tour-Siege
- 2000: The Countrywide Tradition, SBC Senior Open
- 2001: Gold Rush Classic
- 2002: MasterCard Championship, SBC Senior Classic, Napa Valley Championship
- 2004: 3M Championship
- 2006: AT&T Classic, Boeing Greater Seattle Classic
- 2008: Boeing Classic

Senior Major fett gedruckt.

## Andere Turniersiege
- 1974: Air New Zealand Open
- 1980: European Open (European Tour)
- 1981: JCPenney Classic (mit Beth Daniel)
- 1987: Kirin Cup (Einzelwertung)
- 1989: Alfred Dunhill Cup (im Team USA)
- 1992: Shark Shootout (mit Davis Love III)
- 1996: Oki Pro-Am (European Tour), Franklin Templeton Shark Shootout (mit Jay Haas).